# Massonia pustulata
Massonia pustulata är en sparrisväxtart som beskrevs av Nikolaus Joseph von Jacquin. Massonia pustulata ingår i släktet Massonia och familjen sparrisväxter. Inga underarter finns listade i Catalogue of Life.

## Bildgalleri

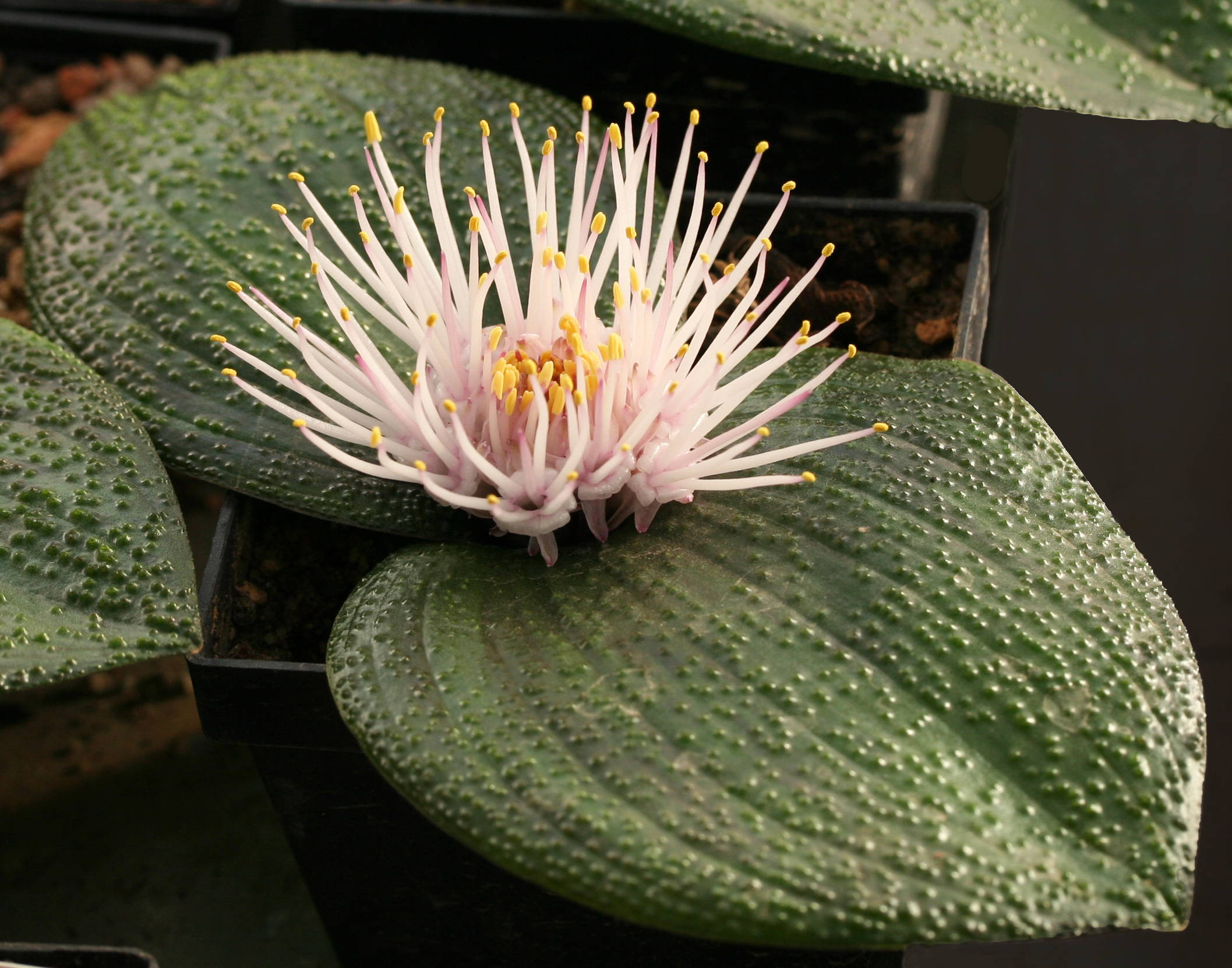